# Tarbuck Crag
Tarbuck Crag är en kulle i Antarktis. Den ligger i Östantarktis. Australien gör anspråk på området. Toppen på Tarbuck Crag är 141 meter över havet, eller 136 meter över den omgivande terrängen. Bredden vid basen är 11,5 km.
Terrängen runt Tarbuck Crag är huvudsakligen platt. Trakten är glest befolkad. Närmaste befolkade plats är Davis Station, 9,4 kilometer väster om Tarbuck Crag. 